# 帕翠夏·瑪麗亞·蒂吉
帕翠夏·瑪麗亞·蒂吉（英語：Patricia Maria Țig，1994年7月27日—）是羅馬尼亞职业网球女运动员，2015年轉職業。她的WTA生涯最高單打排名為第56（2020年10月26日）。2017年年中，她因为健康原因决定暂别赛场，直至2019年4月才回归。

## 外部連結
- 帕翠夏·瑪麗亞·蒂吉的国际女子网球协会官方資料（英文）
- 帕翠夏·瑪麗亞·蒂吉的國際網球總會 職業／青少年 官方資料（英文）